# Kajakarstwo na Letnich Igrzyskach Olimpijskich 1984 – K-1 500 m mężczyzn
Zawody kajakarskie w konkurencji K-1 mężczyzn na dystansie 500 metrów rozegrane w ramach Igrzysk Olimpijskich 1984 w Los Angeles na jeziorze Casitas w hrastwie Ventura w okesie od 6 do 10 sierpnia. W zawodach wzięło udział 19 zawodników z 19 krajów.
Złoty medal wywalczył Nowozelandczyk Ian Ferguson, osiągając w finale czas 1:47,84. Srebrny medal zdobył reprezentant Szwecji Lars-Erik Moberg, a brąz Francuz Bernard Brégeon.

## Terminarz
| Data             | Runda      |
| ---------------- | ---------- |
| 6 sierpnia 1984  | Eliminacje |
| 6 sierpnia 1984  | Repasaże   |
| 8 sierpnia 1984  | Półfinały  |
| 10 sierpnia 1984 | Finał      |

## Wyniki

### Eliminacje
Trzej najlepsi zawodnicy z każdego biegu awansowali do półfinałów, pozostali awansowali do repasaży.
Bieg 1.
| Pozycja | Zawodnik            | Państwo           | Czas    | Uwagi |
| ------- | ------------------- | ----------------- | ------- | ----- |
| 1.      | Milan Janić         | Jugosławia        | 1:52,69 | SF    |
| 2.      | Aviram Mizrahi      | Izrael            | 1:53,66 | SF    |
| 3.      | Guillermo del Riego | Hiszpania         | 1:53,92 | SF    |
| 4.      | Felix Buser         | Szwajcaria        | 1:55,39 | RE    |
| 5.      | Ian Pringle         | Irlandia          | 2:01,10 | RE    |
| 6.      | Terry White         | Stany Zjednoczone | 2:04,12 | RE    |
| 7.      | Ng Hin Wan          | Hongkong          | 2:14,60 | RE    |

Bieg 2.
| Pozycja | Zawodnik         | Państwo                  | Czas    | Uwagi |
| ------- | ---------------- | ------------------------ | ------- | ----- |
| 1.      | Lars-Erik Moberg | Szwecja                  | 1:51,25 | SF    |
| 2.      | Reiner Scholl    | RFN                      | 1:51,55 | SF    |
| 3.      | Daniele Scarpa   | Włochy                   | 1:52,52 | SF    |
| 4.      | David Upson      | Wielka Brytania          | 1:52,55 | RE    |
| 5.      | N'Gama N'Gama    | Wybrzeże Kości Słoniowej | 2:01,16 | RE    |

Bieg 3.
| Pozycja | Zawodnik          | Państwo       | Czas    | Uwagi |
| ------- | ----------------- | ------------- | ------- | ----- |
| 1.      | Vasile Dîba       | Rumunia       | 1:48,38 | SF    |
| 2.      | Ian Ferguson      | Nowa Zelandia | 1:49,32 | SF    |
| 3.      | Bernard Brégeon   | Francja       | 1:50,23 | SF    |
| 4.      | Scott Oldershaw   | Kanada        | 1:55,20 | RE    |
| 5.      | Einar Rasmussen   | Norwegia      | 1:55,58 | RE    |
| 6.      | Antoon De Brauwer | Belgia        | 1:57,30 | RE    |
| 7.      | Atilio Vásquez    | Argentyna     | 1:58,18 | RE    |

### Repasaże
Czterej najlepsi zawodnicy z każdego biegu awansowali do półfinałów.
Bieg 1.
| Pozycja | Zawodnik        | Państwo                  | Czas    | Uwagi |
| ------- | --------------- | ------------------------ | ------- | ----- |
| 1.      | Terry White     | Stany Zjednoczone        | 1:50,89 | SF    |
| 2.      | Felix Buser     | Szwajcaria               | 1:52,08 | SF    |
| 3.      | Atilio Vásquez  | Argentyna                | 1:53,71 | SF    |
| 4.      | Scott Oldershaw | Kanada                   | 1:55,82 | SF    |
| 5.      | N'Gama N'Gama   | Wybrzeże Kości Słoniowej | 1:57,03 |       |

Bieg 2.
| Pozycja | Zawodnik          | Państwo         | Czas    | Uwagi |
| ------- | ----------------- | --------------- | ------- | ----- |
| 1.      | Einar Rasmussen   | Norwegia        | 1:54,10 | SF    |
| 2.      | David Upson       | Wielka Brytania | 1:54,72 | SF    |
| 3.      | Antoon De Brauwer | Belgia          | 1:57,02 | SF    |
| 4.      | Ian Pringle       | Irlandia        | 1:57,92 | SF    |
| 5.      | Ng Hin Wan        | Hongkong        | 2:12.07 |       |

### Półfinały
Trzej najlepsi zawodnicy z każdego biegu awansowali do finału.
Bieg 1.
| Pozycja | Zawodnik          | Państwo           | Czas    | Uwagi |
| ------- | ----------------- | ----------------- | ------- | ----- |
| 1.      | Ian Ferguson      | Nowa Zelandia     | 1:48,00 | F     |
| 2.      | Milan Janić       | Jugosławia        | 1:49,08 | F     |
| 3.      | Daniele Scarpa    | Włochy            | 1:49,10 | F     |
| 4.      | Terry White       | Stany Zjednoczone | 1:50,00 |       |
| 5.      | Scott Oldershaw   | Kanada            | 1:52,53 |       |
| 6.      | Antoon De Brauwer | Belgia            | 1:52,72 |       |

Bieg 2.
| Pozycja | Zawodnik         | Państwo         | Czas    | Uwagi |
| ------- | ---------------- | --------------- | ------- | ----- |
| 1.      | Bernard Brégeon  | Francja         | 1:48,80 | F     |
| 2.      | Lars-Erik Moberg | Szwecja         | 1:49,00 | F     |
| 3.      | David Upson      | Wielka Brytania | 1:49,26 | F     |
| 4.      | Aviram Mizrahi   | Izrael          | 1:49,98 |       |
| 5.      | Felix Buser      | Szwajcaria      | 1:51,99 |       |
| 6.      | Ian Pringle      | Irlandia        | 1:56,08 |       |

Bieg 3.
| Pozycja | Zawodnik            | Państwo   | Czas    | Uwagi |
| ------- | ------------------- | --------- | ------- | ----- |
| 1.      | Vasile Dîba         | Rumunia   | 1:49,45 | F     |
| 2.      | Reiner Scholl       | RFN       | 1:50,70 | F     |
| 3.      | Guillermo del Riego | Hiszpania | 1:51,33 | F     |
| 4.      | Einar Rasmussen     | Norwegia  | 1:52,02 |       |
| 5.      | Atilio Vásquez      | Argentyna | 1:54,94 |       |

### Finał
| Pozycja | Zawodnik            | Państwo         | Czas    | Uwagi |
| ------- | ------------------- | --------------- | ------- | ----- |
| 01 !    | Ian Ferguson        | Nowa Zelandia   | 1:47,84 |       |
| 02 !    | Lars-Erik Moberg    | Szwecja         | 1:48,18 |       |
| 03 !    | Bernard Brégeon     | Francja         | 1:48,41 |       |
| 4.      | Vasile Dîba         | Rumunia         | 1:48,77 |       |
| 5.      | David Upson         | Wielka Brytania | 1:49,32 |       |
| 6.      | Daniele Scarpa      | Włochy          | 1:49,60 |       |
| 7.      | Guillermo del Riego | Hiszpania       | 1:49,71 |       |
| 8.      | Reiner Scholl       | RFN             | 1:49,89 |       |
| 9.      | Milan Janić         | Jugosławia      | 1:49,90 |       |